# Haru Kuroki
Haru Kuroki (黒木 華 Kuroki Haru?,  Osaka, Japón, 14 de marzo de 1990) es una actriz japonesa, afiliada a Papado, Inc. Kuroki ganó reconocimiento internacional al ganar el Oso de Plata (en la categoría de mejor actriz) en el Festival Internacional de Cine de Berlín en 2014, por su notable actuación en la película de Yoji Yamada, Chiisai Ouchi.

## Filmografía

### Películas
| Año  | Título                         | Papel              | Director                     | Notas                                                                                    |
| ---- | ------------------------------ | ------------------ | ---------------------------- | ---------------------------------------------------------------------------------------- |
| 2011 | Tokyo Oasis                    | Yasuko             | Kana Matsumoto Kayo Nakamura |                                                                                          |
| 2012 | Ōkami Kodomo no Ame to Yuki    | Yuki               | Mamoru Hosoda                | Voz                                                                                      |
| 2012 | BUNGO - Sasayakana Yokubo      | Ayako              | Nobuhiro Yamashita           |                                                                                          |
| 2013 | Fune o Amu                     | Midori Kishibe     | Yuya Ishii                   |                                                                                          |
| 2013 | Kujikenaide                    | Shizuko Shibata    | Yoshihiro Fukagawa           |                                                                                          |
| 2013 | Sogen no Isu                   | Yayoi              | Izuru Narushima              |                                                                                          |
| 2013 | The Flower of Shanidar         | Kyoko Mitsuki      | Gakuryū Ishii                | Principal                                                                                |
| 2014 | Chiisai Ouchi                  | Taki Nunomiya      | Yoji Yamada                  | Oso de Plata a la Mejor actriz Premios de la Academia Japonesa - Mejor actriz de reparto |
| 2014 | Silver Spoon                   | Ayame Minamikujō   | Keisuke Yoshida              |                                                                                          |
| 2015 | Tsukuroi Tatsu Hito            | Yoko               | Tamio Hayashi                |                                                                                          |
| 2015 | Maku ga Agaru                  | Misako Yoshioka    | Katsuyuki Motohiro           |                                                                                          |
| 2015 | Solomon's Perjury 1: Suspicion | Emiko Moriuchi     | Izuru Narushima              |                                                                                          |
| 2015 | Solomon's Perjury 2: Judgment  | Emiko Moriuchi     | Izuru Narushima              |                                                                                          |
| 2015 | Bakemono no Ko                 | Ichirōhiko         | Mamoru Hosoda                | Voz                                                                                      |
| 2015 | Haha to Kuraseba               | Machiko Sada       | Yoji Yamada                  | Premios de la Academia Japonesa - Mejor actriz de reparto                                |
| 2016 | The Bride of Rip Van Winkle    | Nanami Minakawa    | Shunji Iwai                  | Principal                                                                                |
| 2016 | The Long Excuse                | Fukunaga           | Miwa Nishikawa               |                                                                                          |
| 2016 | A Man Called Pirate            |                    | Takashi Yamazaki             |                                                                                          |
| 2017 | To Each His Own                | Miki Igarashi      | Izuru Narushima              |                                                                                          |
| 2017 | Lear of the Beach              | Nobuko             | Masahiro Kobayashi           |                                                                                          |
| 2018 | Chiri Tsubaki                  |                    | Daisaku Kimura               |                                                                                          |
| 2018 | Nichinichikorekōjitsu          | Noriko             | Tatsushi Ōmori               | Principal                                                                                |
| 2018 | Biblia Koshodō no Jiken Techō  | Shioriko Shinokawa | Yukiko Mishima               | Principal                                                                                |
| 2018 | Mirai no Mirai                 | Mirai              | Mamoru Hosoda                | Principal, Voz                                                                           |

### Televisión
| Año  | Título                   | Papel            | Notas                                      |  |
| ---- | ------------------------ | ---------------- | ------------------------------------------ |  |
| 2012 | Jun to Ai                | Chika Tanabe     | Asadora                                    |  |
| 2013 | Mahoro Ekimae Bangaichi  | Yukari Miyamoto  |                                            |  |
| 2013 | Legal High 2             | Jane Honda       |                                            |  |
| 2014 | Hanako to Anne           | Kayo Ando        | Asadora                                    |  |
| 2014 | GouGou Datte Neko de Aru | Minami           |                                            |  |
| 2015 | Tennō no Ryōriban        | Toshiko Takahama | Tokyo Drama Award - Mejor actriz principal |  |
| 2016 | Sanada Maru              | Ume              | Drama taiga                                |  |
| 2016 | Jūhan Shuttai!           | Kokoro Kurosawa  | Principal                                  |  |
| 2017 | Miotsukushi Ryōrichō     | Mio              | Principal                                  |  |
| 2018 | Segodon                  | Iwayama Ito      | Drama taiga                                |  |

## Premios y nominaciones
| Año  | Premio                                                                | Resultado |
| ---- | --------------------------------------------------------------------- | --------- |
| 2013 | 26th Nikkan Sports Film Award: Premio al Artista Nuevo                | Ganadora  |
| 2014 | 87th Kinema Junpo Awards: Mejor artista nuevo                         | Ganadora  |
| 2014 | 56th Blue Ribbon Awards: Mejor artista nuevo                          | Ganadora  |
| 2014 | 23rd Tokyo Sports Film Award: Mejor artista nuevo                     | Ganadora  |
| 2014 | 35th Festival de Cine de Yokohama: Mejor artista nuevo                | Ganadora  |
| 2014 | Premios de la Academia Japonesa: Mejor artista nuevo                  | Ganadora  |
| 2014 | Festival Internacional de Cine de Berlín: Oso de Plata a Mejor actriz | Ganadora  |
| 2015 | 38th Japan Academy Prize: Mejor actriz de reparto                     | Ganadora  |
| 2015 | 8th International Drama Festival in Tokyo: Mejor actriz               | Ganadora  |
| 2016 | 89th Kinema Junpo Awards: Mejor actriz de reparto                     | Ganadora  |
| 2016 | 58th Blue Ribbon Awards: Mejor actriz de reparto                      | Nominada  |
| 2016 | Premios de la Academia Japonesa: Mejor actriz de reparto              | Ganadora  |
| 2016 | 41st Hochi Film Award: Mejor actriz                                   | Nominada  |
| 2016 | 41st Hochi Film Award: Mejor actriz de reparto                        | Nominada  |
| 2018 | 71st Mainichi Film Awards: Mejor actriz                               | Nominada  |
| 2018 | 59th Blue Ribbon Awards: Mejor actriz                                 | Nominada  |
| 2018 | 11th Asian Film Awards: Mejor actriz                                  | Nominada  |
| 2018 | Premios de la Academia Japonesa: Mejor actriz                         | Nominada  |
| 2018 | 30th Nikkan Sports Film Award: Mejor actriz de reparto                | Nominada  |
| 2017 | 60th Blue Ribbon Awards: Mejor actriz de reparto                      | Nominada  |